# 孫甫
孙甫（998年—1057年）字之翰，许州阳翟人。
生于宋真宗咸平元年（998年），少時好學，“日誦數千言，慕孙何为古文章”。天聖五年（1027年）得同學究出身，為蔡州汝陽縣主簿。八年（1030年），再舉进士及第，為華州觀察推官。得到轉運使李紘推薦，遷大理寺丞、知翼承縣，又得祁國公杜衍聘為永興司錄。历官右正言，迁天章阁待制，擔任华州推官转运使。著有《唐史论断》七十五卷，今僅存三卷，朱熹称其议论胜《唐鉴》。又有文集七卷。嘉祐元年（1056年），遷刑部郎中、天章閣待制、河北都轉運使。卒于仁宗嘉祐二年（1057年），年五十九岁。
歐陽修撰其墓誌銘，曾鞏則為其撰行狀。《宋史》卷二百九十五有傳。

## 延伸阅读
[在维基数据编辑]
 《宋史·卷295》，出自脱脱《宋史》